# 2004年夏季奥林匹克运动会文莱代表团
汶萊代表團以汶萊達魯薩蘭國的名義參加了自2004年8月13日至29日在希臘雅典舉行的第28屆夏季奧林匹克運動會；這是汶萊自1988年首次參加夏季奧運會以來，第四次在夏季奧運會亮相。代表團成員當中只有一名田徑運動員，這令汶萊和英屬處女群島、列支敦士登一起成為在雅典奧運會中派出最少運動員的國家／地區。獲選參加雅典奧運會的運動員是中長跑選手吉米·阿纳克·阿哈尔；由於該國沒有運動員符合任何項目的參賽標準（「A」標準和「B」標準），所以他要憑著外卡邀請獲得參賽資格。阿哈尔也獲代表團安排擔任開幕禮的旗手。阿哈尔結果未能從預賽中出線，這也表示汶萊在這次奧運會中無法贏得獎牌。

## 背景
雖然自汶萊於1988年在韩国漢城首次參加夏季奧運會開始，至2004年雅典奧運會為止，汶萊一共參加過四屆夏季奧運會，不過直至1996年亞特蘭大夏季奧運會該國才首次派出運動員參賽。在2004年夏季奧運會之前，所有代表汶萊的奧運會選手都未能贏得獎牌。 
遴選1位憑外卡參加奧運會的運動員的工作由汶萊國家奧林匹克委員會（奧委會）負責。一般而言，一個國家的奧委會最多可以派出3名選手參加一個個人項目，條件是他們都必須符合這個項目的「A」標準；如果這些參賽選手符合的是「B」標準，那麼該國奧委會就只能派出1名選手競逐這項賽事。然而，由於汶萊沒有運動員符合這兩種參賽標準，所以汶萊奧委會便可以選出1名運動員以外卡身份參賽。最後獲選參加雅典奧運會的運動員是參加田徑男子1500米比賽的吉米·阿纳克·阿哈尔。值得注意的是，汶萊只派出了一名運動員參加雅典奧運會，這表示該國和英屬處女群島、列支敦士登都是在2004年夏季奧運會中派出最少運動員參賽的國家／地區。阿哈尔也是開幕禮的持旗手。在各國代表團隨團官員當中，代表汶萊的是汶萊體育部門官員索非安·易卜拉欣（Sofian Ibrahim）。

## 運動員
第一次參加夏季奧運會比賽的吉米·阿纳克·阿哈尔以在雅典奧運開幕禮舉起汶萊國旗而聞名，22歲的他也是截至當時為止汶萊最年輕的奧運會選手，這項年齡紀錄一直到2012年夏季奧運會才被林志瑋打破。阿哈尔的個人最佳成績是3分59.81秒，比他參與的項目的「B」參賽標準慢了21.81秒，因此他要憑著自己收到的外卡取得雅典奧運的參賽資格。他在8月20日與另外13名選手一起參加田徑男子1500米賽事的第三場預賽，結果他以4分14.11秒的成績位列第十三名，成績只是比未能作賽的坦桑尼亞選手桑姆威爾·姆維拉更好，卻比關島選手尼爾·威爾（Neil Weare，4分5.86秒）更差；最終英國的米高·伊斯特（3分37.37秒）在這場預賽中勝出。總體而言，在41名參加田徑男子1500米賽事的運動員當中，阿哈尔在總成績位列第39名，比晉級次輪比賽的選手當中跑得最慢的那一位還要慢32.97秒，他的比賽也因此而宣告結束。
男子
| 運動員             | 項目   | 預賽    | 預賽 | 準決賽   | 準決賽   | 決賽     | 決賽     |
| 運動員             | 項目   | 時間    | 排名 | 時間     | 排名     | 時間     | 排名     |
| ------------------ | ------ | ------- | ---- | -------- | -------- | -------- | -------- |
| 吉米·阿纳克·阿哈尔 | 1500米 | 4:14.11 | 13   | 未能晉級 | 未能晉級 | 未能晉級 | 未能晉級 |

## 備註
1. ↑  該賽事有兩名選手未能作賽，包括桑姆威爾·姆維拉和蘇丹選手彼得·羅科·阿沙克（Peter Roko Ashak）[8]。